# Doris Niederlöhner
Doris Niederlöhner ist eine ehemalige deutsche Fußballspielerin.

## Karriere
Niederlöhner gehörte von 1974 bis 1979 als Mittelfeldspielerin dem FC Bayern München an. Während ihrer Vereinszugehörigkeit drang sie mit der Mannschaft dreimal ins Endspiel um die deutsche Meisterschaft vor.
Am 15. Juni 1975 unterlag sie im Sportpark des Bonner Stadtteils Pennenfeld im Stadtbezirk Bad Godesberg der Mannschaft des Bonner SC mit 2:4, obwohl sie das Führungstor zum 1:0 bereits in der dritten Minute erzielte.
Am 20. Juni 1976 war sie dann mit ihrer Mannschaft erfolgreich. Im Siegener Leimbachstadion wurde Tennis Borussia Berlin erst nach Verlängerung mit 4:2 bezwungen, nachdem es – nach seinerzeit noch 60 Minuten der regulären Spielzeit – 2:2 gestanden hatte. Auch in diesem Spiel erzielte sie mit dem Treffer zum 1:0 in der achten Minute das erste Tor und hatte mit ihrem zweiten Tor, dem Treffer zum Endstand in der 75. Minute, erheblichen Anteil am ersten Meistertitel der sechs Jahre zuvor gegründeten Frauenfußballabteilung des FC Bayern München.
Ihr letztes Spiel für den FC Bayern München bestritt sie am 24. Juni 1979 im Rückspiel um die deutsche Meisterschaft gegen die SSG 09 Bergisch Gladbach im Stadion An der Paffrather Straße, das durch das in der zweiten Minute von Doris Kresimon erzielte Tor zum 1:0 entschieden wurde. Bedingt durch die im Heimspiel erlittene 2:3-Niederlage eine Woche zuvor, ging der Meistertitel nach Bergisch Gladbach.

## Erfolge
- Deutscher Meister 1976
- Zweiter der Meisterschaft 1975